# Сильвестр Бубанович
Сильвестр Бубанович ЧСВВ (хорв. Silvestar Bubanović; 13 жовтня 1754, Грабарак — 14 червня 1810, Крижевці) — церковний діяч Габсбурзької монархії хорватського походження, василіянин, третій єпископ Крижевецької єпархії (1795—1810).

## Життєпис
Народився 13 жовтня 1754 року в селі Грабарак (нині Хорватія). Батько Станіслав. Навчався в Папській Урбаніанській колегії Пропаганди Віри в Римі (вступив на навчання у 1773 році). Точно не відомо коли вступив до Василіянського Чину, але вже як василіянин 15 березня 1778 року отримав дияконські свячення, а через чотири дні — 19 березня 1778 року був висвячений на священника. У 1779—1780 роках був ректором греко-католицької духовної семінарії в Загребі.
20 червня 1794 року Сильвестр Бубанович отримав від імператора номінацію на єпископа Крижевецької єпархії, а 22 вересня 1795 року Апостольський Престол потвердив цю номінацію. Єпископські свячення отримав 8 листопада 1795 року. Головним святителем був мукачівський єпископ Андрій Бачинський.
Владика Сильвестр Бубанович помер 14 червня 1810 року в Крижевцях.

## Твори
- De adventu Sancti Spiritus oratio habita in sacello pontificio Vaticano ipso Pentecostes die an.1777 ad sanctissimum dominum nostrum Pium sextum pontificem maximum a Paulo Silvestro Bubanovich Croata oblato Ordini divi Basilii Magni alumno Collegii urbani de Propaganda Fide. Romae: ex Typographia Sac. Congr. de Prop. Fide